# دیرپارک (ایلینوی)
دیرپارک (به انگلیسی: Deer Park) یک روستا در ایالات متحده آمریکا است که در ایلینوی واقع شده‌است. دیرپارک ۹٫۸۷ کیلومتر مربع مساحت و ۳٬۲۰۰ نفر جمعیت دارد.